# Saint-Étienne-Cantalès
Saint-Étienne-Cantalès è un comune francese di 150 abitanti situato nel dipartimento del Cantal nella regione dell'Alvernia-Rodano-Alpi.

## Società

### Evoluzione demografica
Abitanti censiti